# Ambystoma andersoni
Ambystoma andersoni és una espècie d'amfibi urodel de la família dels ambistomàtids en perill crític d'extinció

## Descripció
Fa 21,4 cm de llargària corporal (només la cua fa el 40% de la mida total). Té el cos fort, el cap gros, la cua curta, els dits curts i els peus molt palmats. És de color marró vermellós amb nombroses taques negres, de vegades connectades entre si.

## Alimentació
Es nodreix de gastròpodes i crancs de riu.

## Hàbitat
És totalment aquàtic i passa tota la seua vida en el mateix cos d'aigua (el llac Zacapu).

## Distribució geogràfica
Viu només al llac Zacapu i els seus rierols circumdants a 2.000 m d'altitud (el nord-oest de Michoacán, Mèxic).

## Població
Encara que no és rar, és probable que estigui en declivi.

## Amenaces
Les seues principals amenaces són la contaminació del llac on viu, la seua captura per a l'alimentació humana per part de les poblacions locals i la introducció d'espècies foranes i depredadores al llac Zacapu.

## Accions de conservació
Tot i que no habita en una àrea protegida, el seu nombre podria augmentar si el llac Zacapu es manté net, lliure de contaminació i amb un control efectiu dels peixos depredadors. A més, aquesta espècie es pot reproduir en captivitat i els exemplars criats en captivitat poden ajudar a repoblar llurs hàbitats naturals originals. Gaudeix de protecció per part de l'Estat mexicà sota la categoria Pr (Protecció especial).

## Vida en captivitat
Des de l'any 2009, la seua cria ha esdevingut cada vegada més freqüent entre els seus admiradors i és pràcticament idèntica a la de la salamandra mexicana (Ambystoma mexicanum). La diferència més notable entre totes dues espècies en captivitat és que A. andersoni experimenta metamorfosis espontànies amb més freqüència que Ambystoma mexicanum.